# Lumsden
Lumsden es un pueblo canadiense situado en la provincia de Terranova y Labrador.

## Superficie
Lumsden tiene una superficie de 19,2 km².

## Demografía
En 2021, tenía 535 habitantes, una densidad poblacional de 27,9 hab./km², y 305 viviendas.